# Rocky
Rocky is een Amerikaanse film uit 1976, geregisseerd door John G. Avildsen en geschreven door Sylvester Stallone, die tevens de hoofdrol speelt. De film ging in Nederland in première op 18 mei 1977.
De film vertelt het verhaal van Rocky Balboa, een onbekende derderangs bokser die de kans krijgt zichzelf te bewijzen door het op te mogen nemen tegen de heersende kampioen zwaargewicht. 
De film werd onverwachts een kassucces. Hij groeide uit tot een van de best bezochte films van het jaar, ontving drie Oscars (waaronder die voor beste film en beste regie) en lanceerde de carrière van de destijds relatief onbekende acteur Sylvester Stallone. Tevens zijn er acht vervolgen op de film uitgebracht. Het laatste deel heet Creed III.

## Verhaal
Rocky Balboa is een veelbelovende en goedaardige bokser van Italiaanse afkomst uit Philadelphia, wiens carrière nooit van de grond is gekomen en tegenwoordig een uitzichtloos leven leidt. Om wat geld te kunnen verdienen haalt hij niet uitbetaalde schulden op voor de woekeraar Gazzo. Ondertussen is de heersende en onverslagen zwaargewichtkampioen Apollo Creed op zoek naar een tegenstander voor de belangrijke wedstrijd op 1 januari 1976, nieuwjaarsdag. Tijdens een bezoek aan Philadelphia verzint Creed een publiciteitsstunt: Hij zal het opnemen tegen een lokale onbekende bokser, die hierdoor voor een moment in zijn leven in het middelpunt van de aandacht staat en een kans krijgt op de titel, maar waarschijnlijk ook gemakkelijk te verslaan is. De keuze valt op Rocky, de "Italian Stallion".
Voor Creed is deze wedstrijd slechts een spektakel, en ook Rocky schat in het begin zijn kansen niet hoog in. Zelfs zijn voormalige trainer Mickey, die eens in hem een topbokser zag als hij maar genoeg had getraind, ziet weinig in de kansen van zijn pupil. Rocky wordt echter verliefd op de zeer verlegen Adrian, de zus van zijn beste vriend Paulie die werkt in een plaatselijke dierenwinkel, en ontwikkelt vervolgens een nieuwe wil om zichzelf te bewijzen. Misschien kan hij Creed niet verslaan, maar hij zal proberen alle vijftien rondes in de wedstrijd te blijven. In een beroemd geworden scène slaat hij aan het trainen, waarbij hij onder andere de trappen van het Philadelphia Museum of Art oprent en een bevroren karkas gebruikt als bokszak in de koelcel van de vleesfabriek waar Paulie werkt. Deze montagesequentie wordt ondersteund door het nummer "Gonna Fly Now".
De wedstrijd wordt gehouden in de sporthal van Philadelphia, het Spectrum. Creed ontdekt dat hij zijn tegenstander heeft onderschat als deze hem in de eerste ronde al neerslaat, terwijl hij nog nooit in zijn carrière onderuit is gehaald. Wat volgt is een gevecht tot het einde, waarbij geen van beide mannen wil opgeven. De twee slaan elkaar tot bloedens toe. Rocky's ogen zwellen zelfs helemaal op en hij valt meerdere malen tegen de grond, maar hij weigert op te geven, en in de veertiende ronde weet hij zelfs een rib van Creed te breken met een slag. Uiteindelijk houdt Rocky het alle vijftien rondes lang vol in de ring. De twee vallen elkaar in de armen en Creed toont zijn respect voor zijn tegenstander.
De jury roept met een split decision Creed uit tot winnaar, maar Rocky toont zich een goed verliezer omdat hij zichzelf bewezen had aan iedereen die aan hem had getwijfeld, waaronder zijn trainer en zichzelf. Sportverslaggevers drommen zich na de wedstrijd om hem heen, maar hij roept enkel om Adrian, de liefde van zijn leven. Uiteindelijk vinden de twee elkaar, terwijl Creed wordt gehuldigd als de winnaar van de wedstrijd.

## Rolverdeling

### Acteurs
| Acteur             | Personage                 |
| ------------------ | ------------------------- |
| Sylvester Stallone | Rocky Balboa              |
| Talia Shire        | Adrianna "Adrian" Pennino |
| Burt Young         | Paulie                    |
| Carl Weathers      | Apollo Creed              |
| Burgess Meredith   | Mickey Goldmill           |
| Thayer David       | Jergens                   |
| Joe Spinell        | Gazzo                     |
| Jimmy Gambina      | Mike                      |
| Tony Burton        | Tony Duke                 |

### Medewerkers
- John G. Avildsen - regie
- Irwin Winkler - productie
- Robert Chartoff - productie
- Sylvester Stallone - scenario, choreografie (voor boksen)
- Bill Conti - muziek
- James Crabe - camera
- Scott Conrad - montage
- William J. Cassidy - productieontwerp

## Ontstaansgeschiedenis
Sylvester Stallone kwam op het idee voor de film toen hij in 1975 in het publiek zat van de bokswedstrijd tussen regerend zwaargewichtkampioen Muhammad Ali en de kansloos geachte bokser Chuck Wepner, die het uiteindelijk toch voor elkaar kreeg om Ali in de negende ronde neer te krijgen. Wepner hield het uiteindelijk vol tot in de vijftiende ronde, waarin hij knock-out ging. Geïnspireerd door het gevecht schreef Stallone een scenario, een van de vele die hij had geschreven, maar niet wist te verkopen. Met het scenario ging hij langs bij de studio's, maar hij verkocht het scenario onder één voorwaarde: hij en niemand anders zou Rocky spelen.
Uiteindelijk besloot United Artists het scenario te verfilmen, en zolang de film voor minder dan een miljoen dollar kon worden gefilmd, mocht Stallone de hoofdrol spelen. Voor Stallone was dit echter een kans die je maar één keer in je leven tegenkomt. Net als Rocky kreeg Stallone de kans om van een onbekende en arme scenarioschrijver en acteur zich te ontwikkelen tot een grote naam, die voor een moment in het middelpunt van de belangstelling zou staan. Regisseur John G. Avildsen (Joe, Save the Tiger, later tevens bekend van de The Karate Kid-cyclus) wist raad met het lage budget, en filmde op enkele bekende locaties in Philadelphia. De film werd opgenomen in 28 dagen, tussen 5 december 1975 en januari 1976.

## Ontvangst
Over het algemeen waren de verwachtingen laag voor deze film met een laag budget en een onbekende acteur in de hoofdrol, maar de film werd juist een groot succes. In de Verenigde Staten bracht de film aan de bioscoopkassa meer dan $ 117 miljoen op en wereldwijd zo'n $ 225 miljoen. De film betekende de grote doorbraak van Sylvester Stallone, die daarna een succesvolle carrière opbouwde, voornamelijk in actiefilms. 
Vanwege het succes van de film werd besloten om een vervolg te maken. Rocky II, waarin Rocky het opnieuw opneemt tegen Apollo Creed, kwam uit in 1979. Uiteindelijk bestond de Rocky-cyclus uit acht delen. Het laatste deel, Creed III, ging 9 februari 2023 in première.
Ook viel de film veelvuldig in de prijzen. De film won onder andere een Golden Globe voor beste film (categorie Drama). De Los Angeles Film Critics Association riep de film samen met Network uit tot de beste film van 1976, en Talia Shire werd zowel door de National Board of Review als de New York Film Critics Circle uitgeroepen tot de beste actrice in een bijrol. Ook werd de film genomineerd voor tien Academy Awards. Sylvester Stallone werd genomineerd voor twee Oscars, voor beste acteur en voor beste scenario, waarmee hij de derde persoon werd in de geschiedenis van de Oscars die in hetzelfde jaar voor deze twee Oscars genomineerd was (de andere twee waren Charlie Chaplin voor The Great Dictator en Orson Welles voor Citizen Kane). Uiteindelijk won de film drie Oscars, voor beste regie, beste montage en beste film. Voor de laatste Oscar versloeg de film onder andere Network en Taxi Driver.

### Oscars
- Beste film - Irwin Winkler, Robert Chartoff (gewonnen)
- Beste regie - John G. Avildsen (gewonnen)
- Beste acteur - Sylvester Stallone
- Beste acteur in een bijrol - Burt Young
- Beste acteur in een bijrol - Burgess Meredith
- Beste actrice in een bijrol - Talia Shire
- Beste originele scenario - Sylvester Stallone
- Beste montage - Richard Halsey, Scott Conrad (gewonnen)
- Beste geluid - Harry W. Tetrick, William L. McCaughey, Lyle J. Burbridge, Bud Alper
- Beste liedje - "Gonna Fly Now" - Bill Conti, Carol Connors, Ayn Robbins

## Trivia
Amerikaans bokser Rocco Francis Marchegiano, beter bekend als Rocky Marciano, wordt over het algemeen beschouwd als de inspiratiebron voor de figuur van Rocky.